# Liza Weil
Liza Rebecca Weil (Passaic, New Jersey, 1977. június 5. –) amerikai színésznő.
Az ismertséget a Szívek szállodája című sorozat hozta meg számára, melyben Paris Geller szerepét alakította, de emellett olyan filmekben vendégszerepelt, mint például a Pete és kis Pete, a Vészhelyzet, Az elnök emberei vagy a Hetedik érzék.

## Fiatalkora
New Jersey-ben született egy színész házaspár gyermekeként. Szülei, Lisa és Marc Weil az általuk alapított The Madhouse Company of London társulattal Európa-szerte turnéztak, így a kis Liza beutazta velük az egész kontinenst. Állítása szerint nagyon félénk kislány volt, így nagyon nehéz volt közel kerülni hozzá. Weil gyermekkorában szerelmes volt az Indiana Jones-trilógia főszereplőjét alakító Harrison Fordba, és a filmek hatására régész akart lenni. 1984-ben családja Philadelpiában telepedett le. Weil középiskolai évei során fedezte fel, hogy igazán a színészet érdekli. Érdeklődése a tanulás rovására ment, ezért felsőbbéves korában évet kellett ismételnie. Weil gyakran jelent meg különböző meghallgatásokon, fellépett off-Broadway produkciókban és a philadelphiai színházi közösség előadásaiban. 1995-ben végzett a North Penn Középiskolában.

### Színészi pályafutása
Weil televíziós és filmszínészi karrierjének beindulása után sem intett búcsút a színpadnak, karrierje során fellépett Los Angeles-i, philadelphiai és New York-i előadásokban, valamint többször fellépett a családjával is. 2004-ben például az apjával játszott együtt a soudertoni Montgomery Színházban. Első szerepét 1994-ben a Pete és kis Pete című ifjúsági sorozatban kapta, melyben édesanyja is feltűnt. Húga, Samantha szintén együtt szerepelt vele egy jelenet erejéig a Szívek szállodája című sorozat harmadik szezonját záró epizódban.
Weil a középiskola után New Yorkba utazott, hogy megvalósíthassa az álmait. A Columbia Egyetem filmszakán tanult, és vizsgafilmek készítésében vett részt. 1996-ban a Cure For Serpentsben tűnt fel egy rövid szerep erejéig, majd 1998-ban a Bánomisén című film sztárja volt. Ezen kívül számos filmben játszott kisebb-nagyobb szerepeket, és élénk érdeklődést mutatott a kamera mögött zajló munkálatok iránt. 2000-ben 3 epizód elejéig feltűnt a nagy sikerű Vészhelyzet című sorozatban is.
2001-ben szerepet kapott a Szívek szállodája című sorozatban. Eredetileg ő alakította volna Rory Gilmore szerepét, ám a film írója, Amy Sherman-Palladino végül Alexis Bledelnek adta a szerepet. Paris Geller karakterét kifejezetten Weil számára alkotta meg. Habár Weil csak három epizód erejéig szerepelt volna, a nézők annyira megszerették, hogy hamarosan főszereplővé lépett elő. Weil elmondása szerint azt szerette a legjobban Parisben, hogy rendkívül eszes. "A televíziós sorozatokban elég ritkán találni olyan női karaktereket, akik rendelkeznek némi intelligenciával. Igazán boldoggá és büszkévé tett az, hogy egy értelmes, olvasott lány szerepét osztották rám, mert erre vágytam mindig is." Egy másik interjúban megjegyezte, hogy igazán „jó móka” volt egy jó tanuló bőrébe bújni, miután ő maga sosem volt az.
2006-ban Weil egy rövid horrorfilmben játszott, 2007-ben pedig egy diabétesz ellen küzdő szervezet eseményén vett részt, mint a szervezet egyik támogatója. Szintén 2007-ben tűnt fel egy kisebb szerepben A kutya éve című filmben, 2008-ban pedig Doris Delay szerepét alakította a Neal Cassadyban. Elmondása szerint Paris karaktere óta ez volt az első jelentősebb szerepe, melynek kedvéért platinaszőkére kellett festetnie a haját.
2009-től ismét különböző televíziós sorozatok vendégszereplője volt, felbukkant az Eleventh Hour, CSI: A helyszínelők, In Plain Sight, A Grace klinika és Doktor Addison című produkciókban, 2010 februárjától pedig Dr. Glass szerepét vállalta el az Anyone But Me webtelevíziós sorozatban. 2011-ben Amanda Tanner fehér házi tanácsadó szerepét vállalta el az ABC, Shonda Rhimes által írt és gyártott Botrány című sorozatának első évadában.
Az elkövetkező években Weil mellékszerepet játszott a Smiley című horrorfilmben, majd 2013-ban az egyetlen évadot megért Bunheads című sorozat vendégszereplője lett. Mindeközben folyamatosan közreműködött a független filmes Noah Buschel legtöbb munkájában, 2014-ben pedig társproducere és főszereplője volt az alacsony költségvetésű The Situation is Liquid című filmnek.
2014-ben Weil ismét egy Shonda Rhimes-produkcióban találta magát, a főszereplő védőügyvéd asszisztense, Bonnie Winterbottom szerepét vállalta el az ABC hatévados, Hogyan ússzunk meg egy gyilkosságot? című sorozatában. Emellett Paris Geller szerepét is újra eljátszotta a korábbi Szívek szállodája történetét folytató Netflix-produkció, a Gilmore Girls: A Year in the Life című sorozat két epizódjában. 2019 őszén jelentették be, hogy Weil elvállalta Carole Keen szerepét az Amazon Prime Video The Marvelous Mrs. Maisel harmadik évadában. A figurát Carol Kaye basszusgitáros ihlette, az idős zenész azonban később a karaktert és Weil alakítását egyaránt bírálta.

## Magánélete
2006 novemberében házasodott össze Paul Adelstein színésszel, aki a A szökés című sorozatban játszik. Már korábban is ismerték egymást, sok közös színdarabban játszottak együtt. Legjobb barátnője Emily Bergle, aki a sorozatban az ellenségét Francine Jarvist alakította.
Weil balkezes, jobb csuklóját egy pici, csillag alakú tetoválás díszíti. Eredeti hajszíne barna, de a Szívek szállodája kedvéért befestette szőkére a haját, mert úgy gondolták, az megfelelő kontrasztban fog állni Alexis Bledel barna hajával, de miután véget ért a sorozat, visszafestette barnára.

## Filmek, sorozatok
csak a Magyarországon vetítettek
- Pete és kis Pete (Margie Corsell) (1995)
- Bánomisén (Anna Stockard) (1998)
- Hetedik érzék (Debbie Kozac, a Babysitter) (1999)
- Az elnök emberei (Karen Larson) (1 epizód, 2000)
- Esküdt ellenségek (Lara Todd) (1 epizód, 2001)
- Vészhelyzet (Samantha Sobriki) (3 epizód, 2000-2002)
- Szitakötő (öngyilkos lány) (2002)
- A kutya éve (Trishelle) (2007)
- Szívek szállodája (Paris Geller) (127 epizód, 2000-2007)
- Hogyan ússzunk meg egy gyilkosságot (Bonnie Winterbottom) (90 epizód, 2014-2020)

## Fordítás
Ez a szócikk részben vagy egészben  a   Liza Weil című angol Wikipédia-szócikk ezen változatának fordításán alapul.  Az eredeti cikk szerkesztőit annak laptörténete sorolja fel. Ez a jelzés csupán a megfogalmazás eredetét és a szerzői jogokat jelzi, nem szolgál a cikkben szereplő információk forrásmegjelöléseként.